# Milan-San Remo 1937
La 30e édition de la course cycliste, Milan-San Remo a eu lieu le 19 mars 1937 et a été remportée en solitaire par l'Italien Cesare Del Cancia. 

## Classement final
|   | Cycliste           | Équipe        | Temps           |
| - | ------------------ | ------------- | --------------- |
| 1 | Cesare del Cancia  | Ganna         | 7 h 31 min 30 s |
| 2 | Pierino Favalli    | Legnano       | + 2 min 20 s    |
| 3 | Marco Cimatti      | -             | + 2 min 50 s    |
| 4 | Attilio Masarati   | Il Bertoldo   | + 2 min 50 s    |
| 5 | Olimpio Bizzi      | Frejus        | + 2 min 50 s    |
| 6 | Osvaldo Bailo      | -             | + 2 min 50 s    |
| 6 | Giovanni Cazzulani | Legnano       | + 2 min 50 s    |
| 6 | Luigi Macchi       | Il Littoriale | + 2 min 50 s    |
| 9 | Elio Bavutti       | Frejus        | + 2 min 50 s    |
| 9 | Giotto Cinelli     | Bianchi       | + 2 min 50 s    |
| 9 | Maggiorino Grosso  | -             | + 2 min 50 s    |
| 9 | Umberto Guarducci  | Il Littoriale | + 2 min 50 s    |
| 9 | Diego Marabelli    | Bianchi       | + 2 min 50 s    |
| 9 | Aladino Mealli     | Legnano       | + 2 min 50 s    |
| 9 | Enrico Mollo       | Frejus        | + 2 min 50 s    |
| 9 | Giulio Rossi       | -             | + 2 min 50 s    |